# すごい論
すごい論（すごいろん）は、吉本興業にエージェント契約で在籍するお笑いコンビ。2013年結成。2016年6月解散。2017年11月に再結成するも、2020年9月に再解散した。

## メンバー
- 岡田 萌枝（おかだ もえ、1987年10月16日 - ）
ツッコミ担当。広島県広島市出身。A型。
趣味は将棋[1]。
ゴスペル部に所属していたことがあり声量がある[2]。
本当は美術部に入りたかったのだが、通っていた高校に美術部が無く、友達のいるゴスペル部に入部した。

- 寺田 友葉（てらだ ともは、1992年2月18日 - ）
ボケ担当。秋田県北秋田市出身。B型。
趣味はFF14、ゲーム全般
寒い秋田県で育ったので暑い夏が好き

## 来歴・芸風
NSC東京校17期生で同期生。ピンでの活動に行き詰まりを感じていた岡田に寺田が結成のアドバイスを送ったことがきっかけで結成。
スローテンポで不思議な世界を展開するファンタジー漫才。
女おぎやはぎと言われる。
コンビ名は、まず「論」という言葉が浮かんで、これにしょうもない言葉を付けたら馬鹿みたいなコンビ名になるということになり、岡田が「すごい」という言葉を選んで名付けた。
2016年5月25日に、6月いっぱいで解散することを発表。解散後はそれぞれピンで活動していくが、喧嘩別れではなく、これからもユニットを組んでネタを披露することもあるかもしれないとのこと。2017年11月1日に再結成を発表したが、2020年9月いっぱいで再解散。
2020年2月より吉本興業とエージェント契約を交わすフリーランスという扱いになっており、再解散後もそれぞれピンで契約を継続する。

## 出演

### テレビ
- 徳井と後藤と麗しのSHELLYが今夜くらべてみました（日本テレビ） - 2015年6月15日
- バイキング（フジテレビ） - 2015年5月14日
- センニュウ★感（2015年8月30日、テレビ東京）
- 4コマコント 起笑転結（日本テレビ　2015年10月 - 12月）- 不定期レギュラー出演
- オイコノミア（NHK Eテレ）- 2015年12月25日
- 人生が変わる1分間の深イイ話（日本テレビ）- 2016年2月29日
- 好きになった人（日本テレビ）- 2016年5月24日

### ラジオ
- Saturday Night Laugh（TBSラジオ）